# Ahmed Tidiane Souaré
Ahmed Tidiane Souaré (Mali (Guinea), 1951) è un politico guineano, è stato Primo ministro della Guinea dal maggio al dicembre 2008, quando il suo governo è caduto a seguito di un colpo di Stato.
Dal 1989 al 1990, Souaré è stato un membro del comitato di sorveglianza per l'attuazione della cooperazione economica, finanziaria e riforme amministrative presso la Presidenza della Repubblica.
È stato poi il coordinatore di ufficio per il monitoraggio, valutazione e controllo presso la Presidenza della Repubblica dal 1990 al 1994; è stato anche presidente della commissione per l'importazione di prodotti petroliferi, relatore della Commissione statale per la liquidazione di ONAH - ASP, e vicepresidente del comitato tecnico sulla nuova valutazione dei beni immobili statali (COTERI) presso la Presidenza della Repubblica.